# Józef Gółkowski
Szczepan Józef Sylwester Gółkowski (* 25. Dezember 1787 in Klęczkowo, Kreis Culm, Provinz Westpreußen; † 22. August 1871 in Culm) war ein polnischer Verleger und Redakteur in Culm.

## Leben
Józef Gółkowski besuchte das katholische Gymnasium in Graudenz und studierte Rechtswissenschaft in Königsberg, was er wegen des Krieges 1805/06 abbrechen musste.
1848 eröffnete er die erste polnische Druckerei in Culm, dazu eine Buchhandlung. Dort erschienen Szółka Narodowa/Szkoła Narodowa (1848–1850) als erste polnische Zeitschrift in Westpreußen nach Einführung der Pressefreiheit, Katolik diecezji Chełmińskiej (1849–1851), sowie Nadwiślanin (1850–1866), die einzige polnischsprachige Zeitung in Westpreußen in dieser Zeit. Er war bei allen auch als Redakteur tätig. Gółkowski verlegte Volkskalender und Bücher und gründete ein Amateurtheater.
1861 wurde er von den preußischen Behörden zu drei Jahren Festungshaft wegen Pressevergehen verurteilt, ihm wurde die Druckerlaubnis entzogen, sowie die Bürgerrechte für fünf Jahre.
1866 übernahm sein Schwiegersohn Józef Danielewski die Druckerei und den Verlag.